# Hymenopterologia

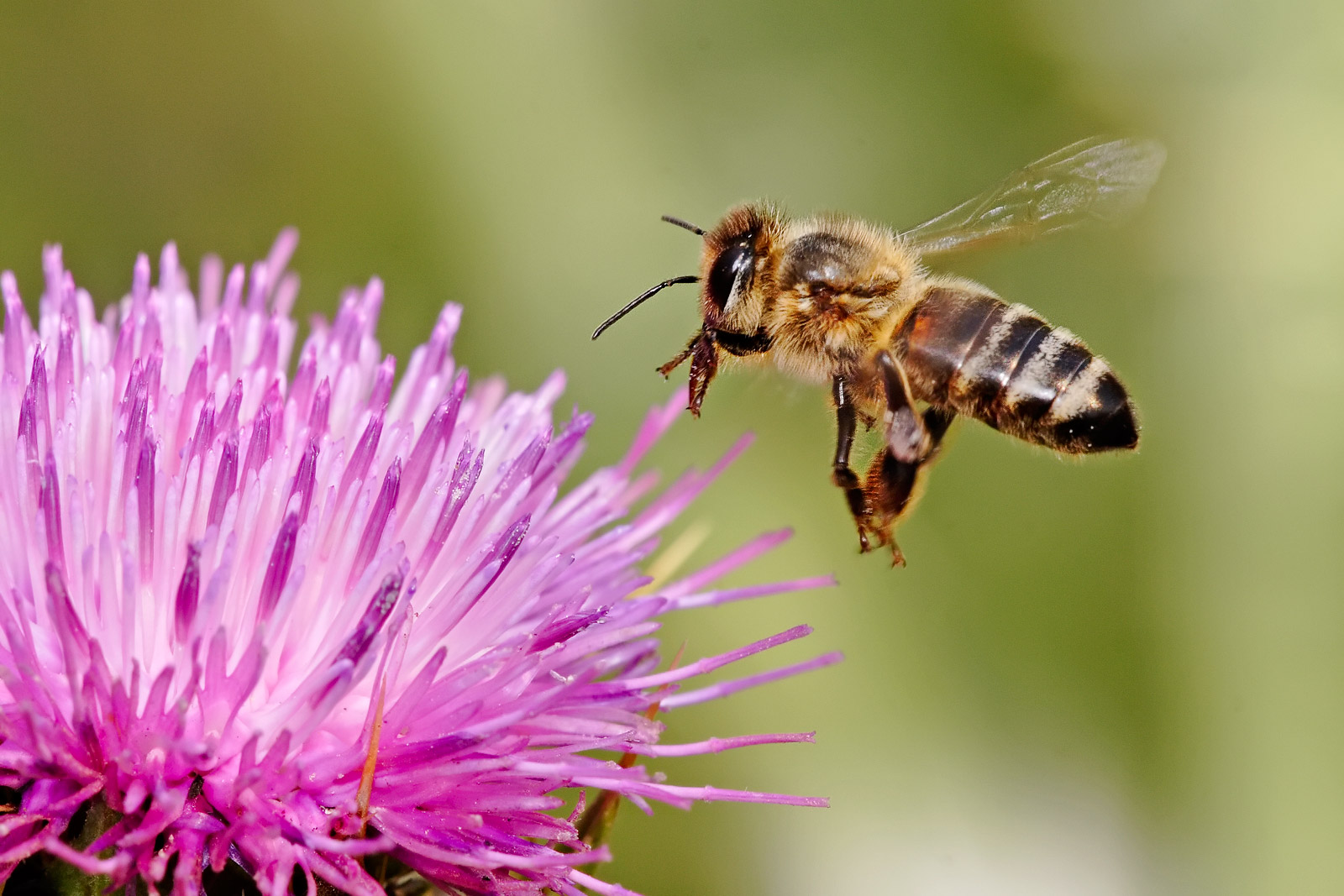
Pszczoła miodna

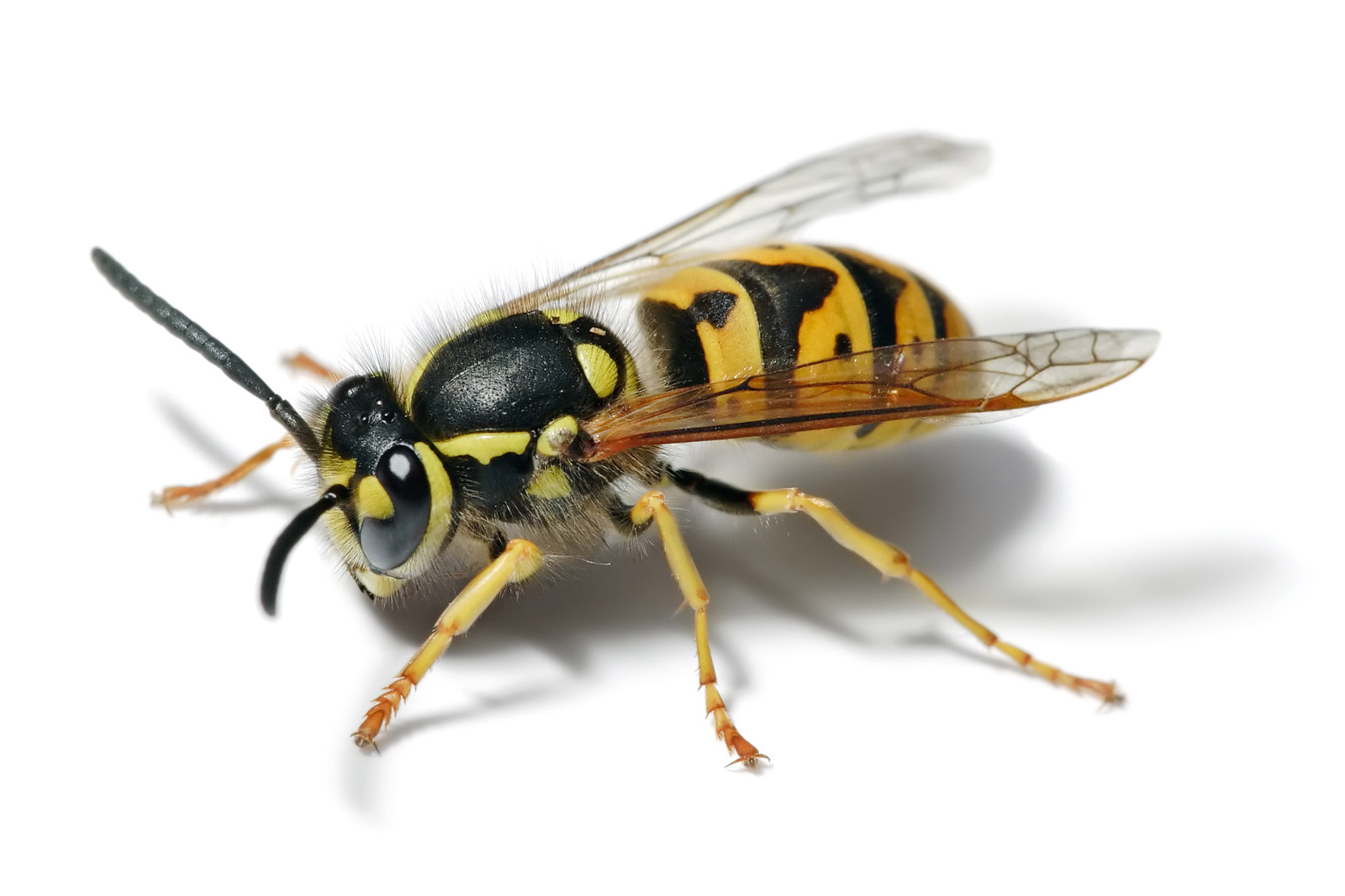
Osa dachowa

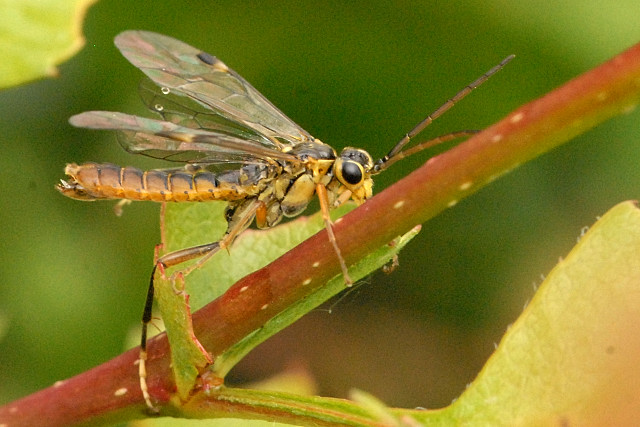
Rośliniarka Tenthredopsis sordida

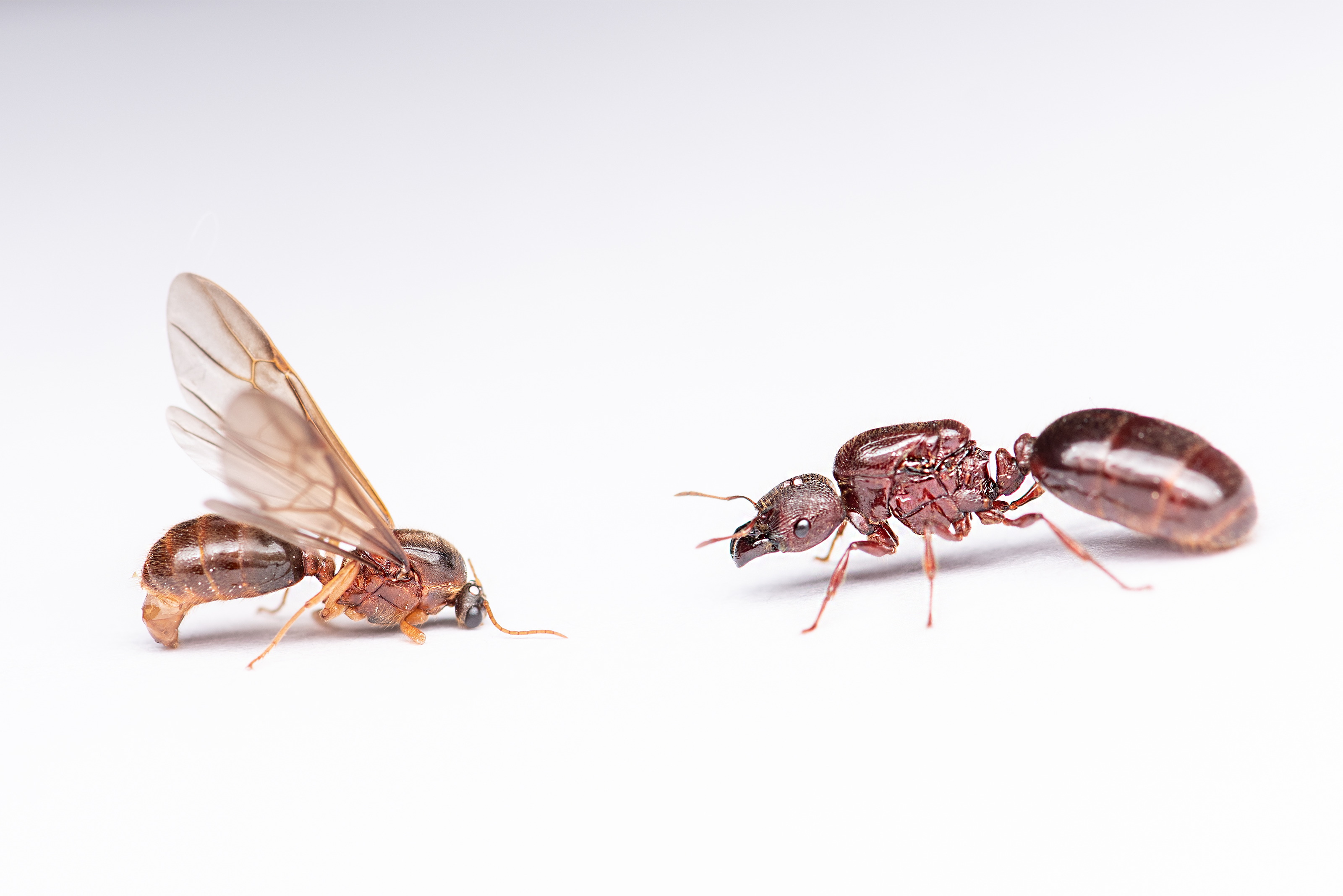
Mrówki z gatunku Carebara affinis

Hymenopterologia (z gr. Ὑμήν – błona, gr. πτερόν – skrzydło, gr. λόγος – rozprawa) – dział entomologii, zajmujący się badaniem owadów z rzędu błonkówek (Insecta: Hymenoptera). Częścią hymenopterologii jest myrmekologia, nauka zajmująca się mrówkami oraz apiologia, nauka zajmująca się pszczołami.
Naukowcy zajmujący się badaniami błonkówek to hymenopterolodzy. W 1982 roku powstało stowarzyszenie International Society of Hymenopterists zrzeszające hymenopterologów.
Wybrane czasopisma hymenopterologiczne:
- „Apidologie”[7]

- „Bee Studies” (ISSN 2757-5438)[8]
- „HymenoVaria” (biuletyn ISSN 1387-1773)[9]
- „Journal of Apicultural Science” (ISSN 1643-4439)[10]

- „Journal of Hymenoptera Research”[11]
- „Myrmecological News”[12]

- „Osmia(inne języki)”[13] (ISSN 2727-3806[14])

Wybrani hymenopterolodzy:
- Michael S. Engel(inne języki)

- Pierre-André Latreille

- William Elford Leach
- Janusz Sawoniewicz(inne języki)[15]
- Roy Snelling(inne języki)